# I Wanna Be Myself
『I Wanna Be Myself』（アイ・ワナ・ビー・マイセルフ）は、坪倉唯子のミニ・アルバム。

## 内容
『やさしく歌ってfrom the BIRTHDAY LIVE at ROPPONGI PIT-INN on MARCH,4,1991』との同時発売で、坪倉唯一のミニアルバム。
収録曲の「GO-GO-GIRLS」は、B'zがプロデュースを担当した。後に、自身のシングル「ALONE」の2nd beatにてセルフカバーした。

## 収録曲
| #  | タイトル                              | 作詞     | 作曲            | 編曲              |
| -- | ------------------------------------- | -------- | --------------- | ----------------- |
| 1. | 「GO-GO-GIRLS」                       | 稲葉浩志 | 松本孝弘        | 松本孝弘 明石昌夫 |
| 2. | 「Close To Me」                       | 坪倉唯子 | 坪倉唯子        | 明石昌夫          |
| 3. | 「愛し方がわからない」                | 亜蘭知子 | 織田哲郎        | 明石昌夫          |
| 4. | 「Woman from the moon」               | AMY      | 坪倉唯子        | 中村哲            |
| 5. | 「I Wanna Be Myself」                 | 坪倉唯子 | 坪倉唯子        | 中村哲            |
| 6. | 「Love In The Sky（feat. 生沢佑一）」 | AMY      | 坪倉唯子 寺尾広 | 寺尾広            |

## 参加ミュージシャン
- 今剛 - ギター(#3, 4)
- 増崎孝司 - ギター(#2, 6)
- 松川敏也（BLIZARD） - ギター(#3)
- 松本孝弘（B'z） - ギター(#1)
- 青山純 - ドラム(#6)
- 明石昌夫 - キーボード(#1 - 3)
- 小野塚晃 - キーボード(#6)
- 中村哲 - キーボード(#4, 5)